# Satira
Satira je kritika na komičen, posmehljiv način. Prisotna je v vseh književnih zvrsteh: epiki, liriki in dramatiki. Ustvarjalec satire se imenuje satirik oz. satiričarka.

## Izvor imena
Ime je povezano z več besedami: latinsko 'satura', ki pomeni posodo z mešanim sadjem in etruščansko 'satir', ki pomeni govoriti.
Današnji pomen pojma »satira« pa je najbližji grškim satirom, spremljevalcem boga Bakha, za katere je značilno komično in neobzirno obnašanje.

## Zgodovina
Njen izvor je povezan s starogrško komedijo, pri Rimljanih pa se je razcvetela. Značilna je bila predvsem za Petroniusa in Seneco.
Satira je bila pogosta pri humanistih in razsvetljencih, na primer pri Voltairu.
V slovenski književnosti se satira najprej pojavi pri Francetu Prešernu, Franu Levstiku in Simonu Jenku.